# Locadora de vídeo

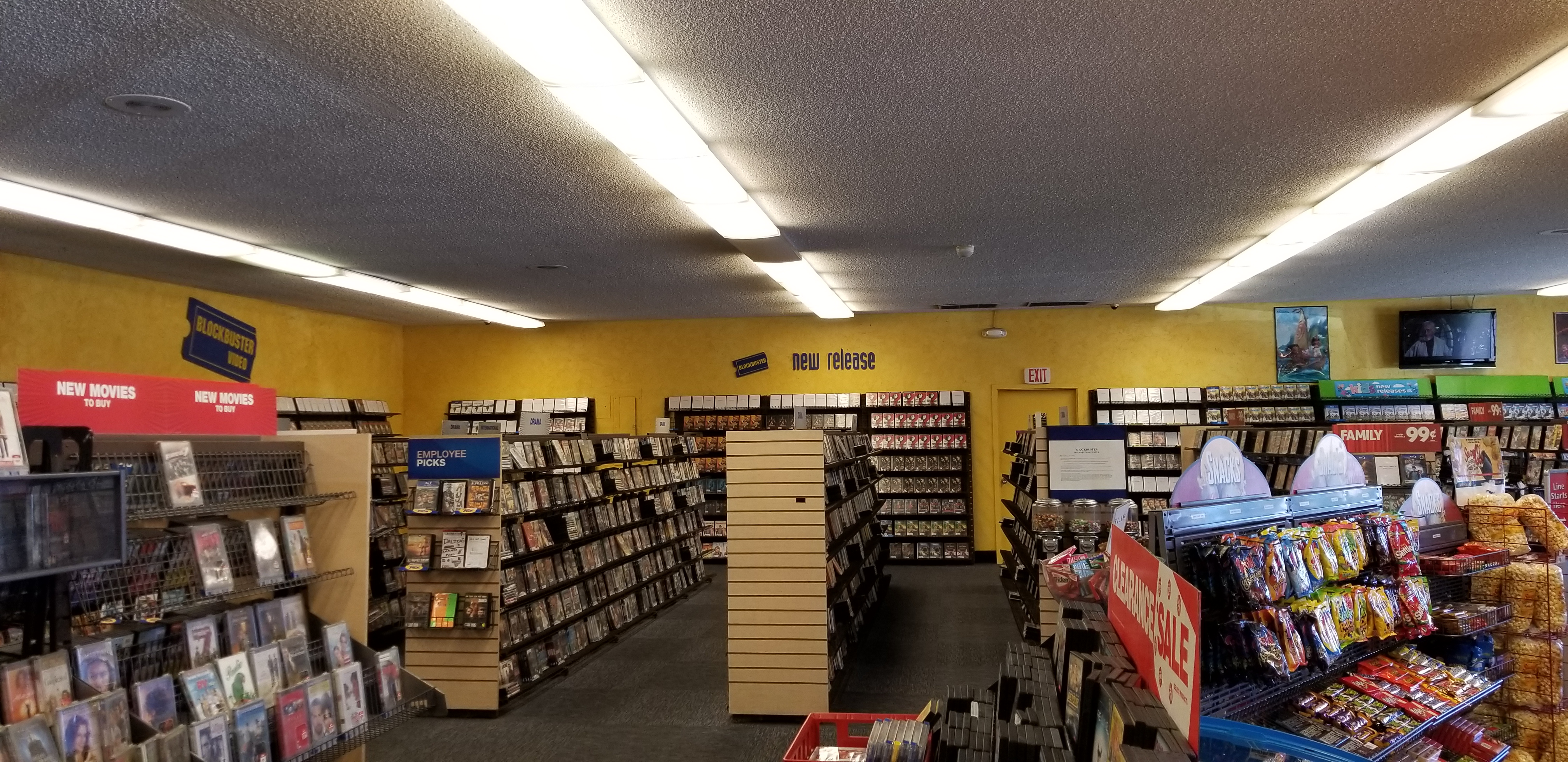
Interior de uma locadora de vídeo.

Locadora de vídeo, videolocadora (português brasileiro) ou videoclube ou clube de vídeo (português europeu) é um estabelecimento físico de varejo que oferece serviços de aluguel de vídeos como filmes, programas de TV pré-gravados, jogos eletrônicos e outros conteúdos. Normalmente, uma locadora realiza negócios com os clientes sob condições e termos acordados em um contrato de locação, que pode estar implícito, explícito ou por escrito, e algumas locadoras também podem vender vídeos.

## História

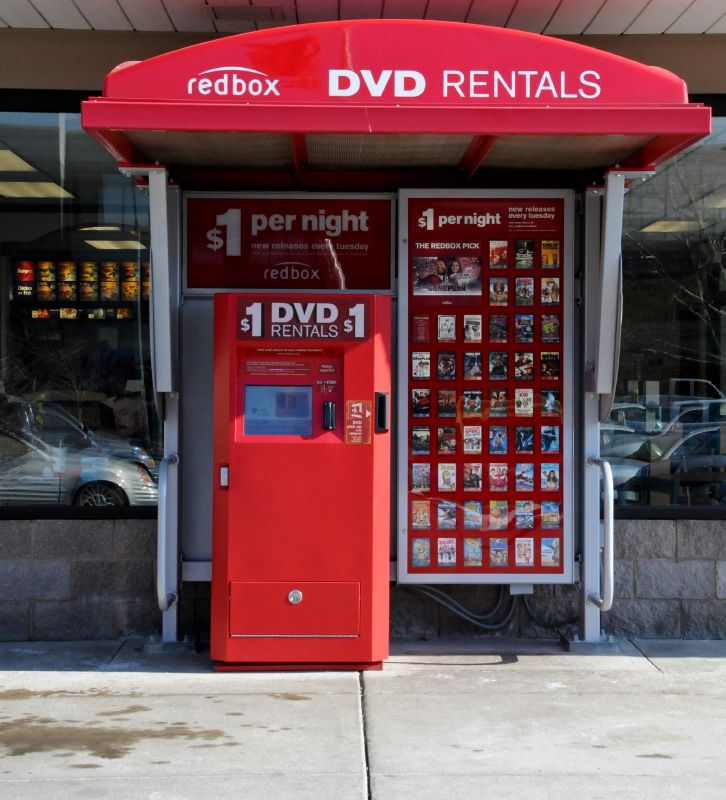
Máquina de aluguel de vídeo.

A primeira locadora foi aberta em 1975 por Eckhard Baum, na cidade de Kassel, na Alemanha, com fitas no formato Super-8. Nos Estados Unidos, a primeira locadora foi aberta em 1977 em Los Angeles, já oferecendo vídeos nos formatos VHS e Betamax.
No início da década de 1980, devido á guerra do formato do videocassete, também era comum o aluguel de videocassetes. No final da década, o formato VHS já estava praticamente consolidado, e em 1985 foi aberta a primeira unidade da Blockbuster, que viria a ser a maior rede de locadoras do mundo.
No final da década de 1990, as locadoras começaram a oferecer vídeos em DVD, que acabou substituindo o VHS em meados da década de 2000. Até o final dos anos 2000 as locadoras ainda eram muito comuns. desde 2010 houve um grande e significativo declínio dos estabelecimentos devido a oferta de filmes por correspondência, em TV por assinatura e em vídeo sob demanda na internet, especialmente o serviço Netflix, que chegou ao Brasil em 2011. E ao Canadá em 2010.